# Aeroporto Internacional de Aracaju
O Aeroporto Internacional de Aracaju - Santa Maria (IATA: AJU, ICAO: SBAR) é um aeroporto internacional situado na cidade de Aracaju, no estado de Sergipe, no Brasil.
Ocupa uma área de mais de 5 km2. Diariamente, cerca de 6 mil pessoas circulam pelo terminal. Mais de 900 funcionários trabalham no complexo aeroportuário para atender uma média mensal de 200 mil passageiros. Possui 54 voos diários, 27 voos chegam e 27 voos partem.
Diariamente, o aeroporto possui operações intensas de helicópteros com o intuito de transportar funcionários para as plataformas de petróleo, localizadas no litoral de Sergipe.
Para aprofundar os estudos sobre a história da aviação, o aeroporto possui um espaço cultural, um memorial da aviação civil e um centro de pesquisa com textos, documentos, reproduções em grandes formatos.
Dista 12 km do centro de Aracaju e fica na região sul da cidade a 3,5 km das principais praias e hotéis da capital. Além dos voos regulares diários da LATAM, Gol e Azul. A chilena LAN Chile já operou um voo charter para a cidade, com um Airbus A320, a uruguaia PLUNA e a estadunindense American Airlines já trouxeram voos para o aeroporto, também charter, ambas com o Boeing 757.
Foi confirmada a liberação de mais de R$ 300 milhões em recursos para a construção de um novo terminal de passageiros, ampliação da pista de pouso e decolagem e do novo pátio de estacionamento de aeronaves. As obras só se iniciaram em 2013 com prazo para a conclusão em 2014.
.
No ano de 2014 surge o movimento em torno da alteração da nomenclatura do aeroporto. Visando homenagear o até então governador petista Marcelo Déda, que faleceu em dezembro de 2013 em plena vigência do seu mandato, o ato busca reconhecer um dos maiores reformadores do movimento político da história do estado de Sergipe. Fato este que tem acirrado o ânimo político local com a possibilidade de nomeação do conhecido parlamentar Pedro Valadares que faleceu no mesmo acidente com o até então presidenciável Eduardo Campos em 2014. Mais recentemente outros nomes mais tradicionais e verdadeiramente representativos da cultura local também têm sido mencionados, tais como Silvio Romero e Tobias Barreto. O nome "Santa Maria" é uma referência ao canal fluvial de mesmo nome inaugurado em 1902 que tinha como objetivo interligar os rios Poxim e Vaza-Barris. Esse canal fluvial passa ao fundo do aeroporto, separando-o do complexo Santa Maria.
A partir de 2015 o aeroporto Internacional de Aracaju passa por nova fase de reformas. Nesta etapa, após se finalizar a feitura de mais um gate/portão de desembarque, implementou-se melhorias na instrumentalização no pátio de suporte a aeronaves maiores bem como aumento da capacidade de gerenciamento de aeronaves no pátio, inclusive de taxiways. Ao final de 2015, ações de redução de impostos locais e que causam ônus às companhias aéreas foram implementados, fato este que ocasionou o incremento de 6 novos voos diários aumentando, assim, o fluxo de passageiros na cidade em 2014.
Em contrapartida ao cenário supracitado, no ano de 2016 novas demandas estão sendo analisadas. Novas perspectivas de se estabelecer voos da Voepass Linhas Aéreas e voos internacionais pela TAP Portugal, Air Europa e Gol, entre outras linhas aéreas estão em estudo de viabilidade com o intuito de acelerar a conectividade local com cidades ao redor do globo terrestre. Condizente com o aumento de influência ao fluxo aeroviário na região, foi anunciado que ainda neste vigente ano de 2016 que a companhia GOL saltará sua quantidade de voos para a capital sergipana de 64 para 82 voos semanais, ou seja, um acréscimo instantâneo de 18 voos a mais que o número atual.

## História
Sua história tem início no dia 30 de outubro de 1952, com a construção de uma pista de pouso de 1.200 metros de comprimento, porém, a operacionalização só se efetivou em 1958, após a construção da estrada de acesso.
A inauguração Oficial aconteceu no dia 19 de janeiro de 1958, quando um bimotor Convair (CV) 440 Metropolitan da Real, procedente de Recife, trouxe o presidente Juscelino Kubitschek a Aracaju, marcando o início do funcionamento do novo aeroporto.
Três anos depois, em 1961, foi dado início à primeira ampliação da pista de pouso e do terminal de passageiros, sendo inaugurado em 1962. Naquela época, Aracaju contava com um dos mais modernos aeroportos do nordeste. O edifício do terminal passou dos 800m² para 1.200m² e ganhou novas áreas para embarque e desembarque. O saguão foi ampliado, criando novas salas para a DAC e a FAB.
O pátio tinha capacidade para atender todas as aeronaves das empresas aéreas que voavam para a capital (Varig, Panair do Brasil, Consórcio Real, Cruzeiro do Sul, Vasp, Lóide e Sadia), operando com quadrimotores Douglas DC-4 e DC-6.
Em fevereiro de 1975, o Aeroporto de Aracaju foi incorporado à administração da Infraero, sendo aplicados novos investimentos, como a criação do novo terminal de cargas, a implantação da SCI (Seção Contra Incêndio) e aumento da pista em 200m.
Em novembro de 1993, a Infraero inaugurou a ampliação da pista em 500m, passando para os atuais 2.200m. Pouco mais de 3 anos após a reforma da pista, inicia-se a construção de um novo complexo aeroportuário. Com a obra, inaugurada em setembro de 1998, o terminal de passageiros passa a ter 8.000 m², com capacidade para atender a aproximadamente um milhão de passageiros por ano. Foi construída uma área para estacionamento com capacidade para 300 vagas, climatização das salas de embarque e desembarque, elevadores, escadas rolantes, sistema de TV e vigilância e sistemas informativos de voos.
Após a ampliação da pista, o aeroporto passou a receber algumas aeronaves de grande porte, com o Douglas DC-10 e o Loockheed 1011 TriStar, marcando o início dos voos internacionais para a América do Norte

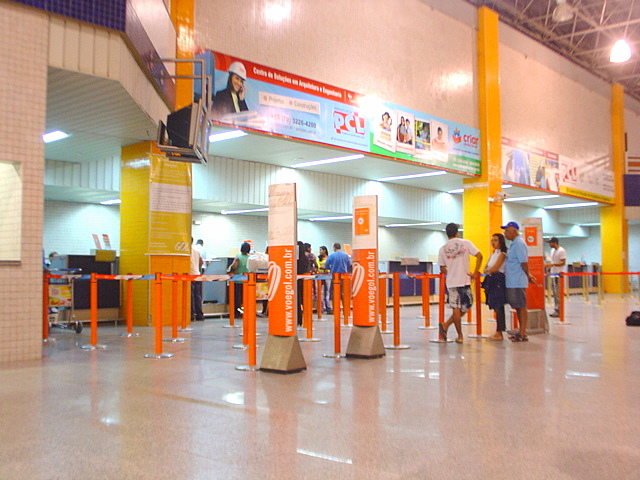
Área de check-in antes da reforma

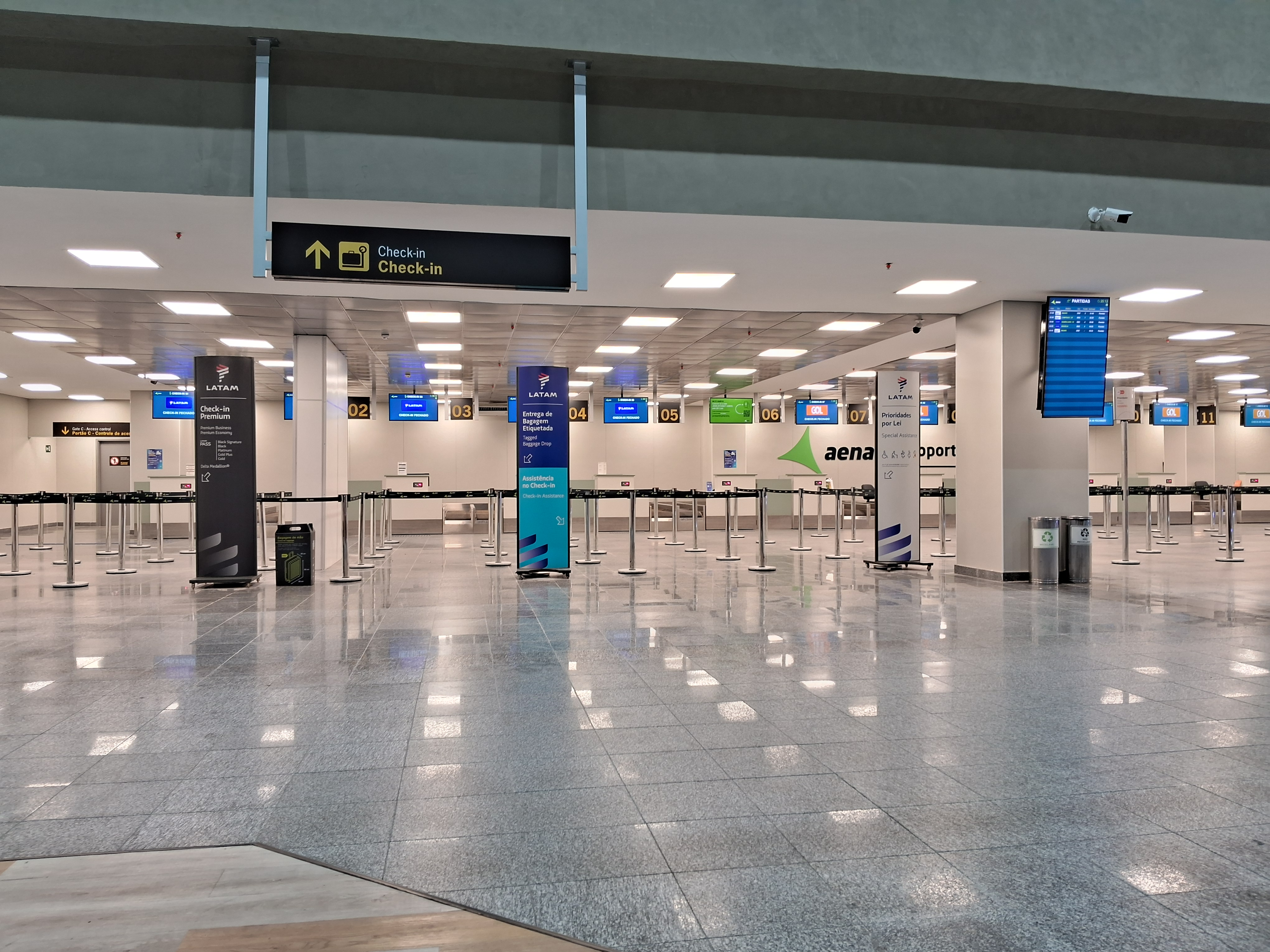
Área de check-in em 2025

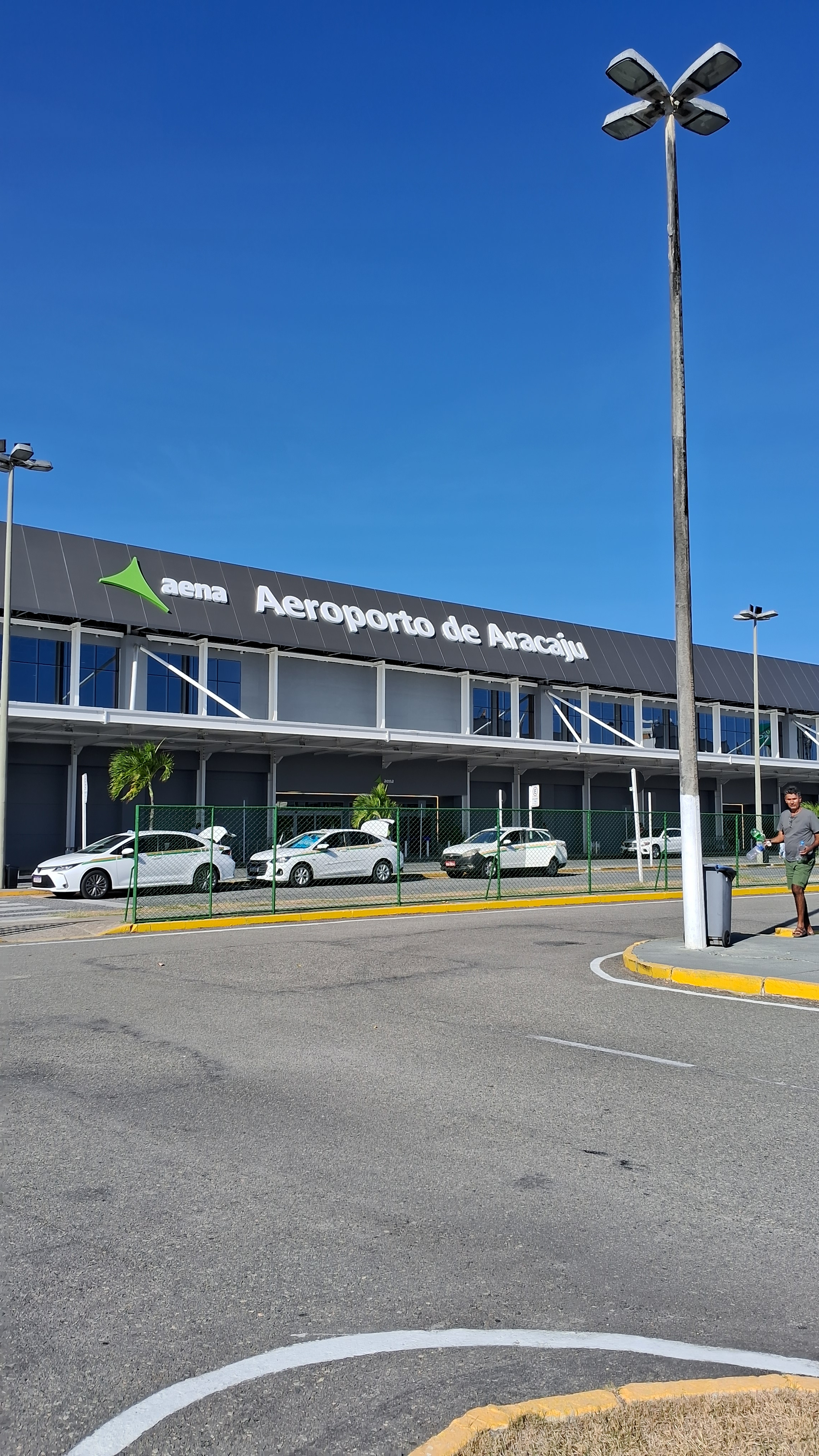
Fachada em 2025

### Comemorações em 2012
Em 2012, o Aeroporto completou 60 anos de operacionalidade. Como brinde à festa, em 2011 alcançou a marca de mais de 1 milhão de passageiros transportados anualmente. Ademais, o aeroporto se consagra como um dos que mais consistentemente crescem no país, segundo o aumento contínuo em altas margens percentuais dos dados divulgados pela Infraero nos últimos anos.
No primeiro semestre de 2012 tem sido constatado o crescimento da pujança do aeroporto. Isso porque, segundo dados divulgados pela Infraero, a localidade tem sido destaque nacional ao se tornar uma das maiores apostas de crescimento do setor aéreo. No período supracitado e mediante a apresentação de novos voos, os índices apontaram um crescimento de 26,3% no fluxo de passageiros, destacadamente o maior do Nordeste brasileiro.
Ademais, continuadamente ao seu crescimento no período do segundo semestre de 2012, precipitadamente já no mês de setembro quebra a marca histórica de 1 milhão de passageiros transportados. Os resultados se comprovaram mediante projeção até o fim do ano de 2012 ao se chegar a um volume de movimentação superior à capacidade do aeroporto que era de 1 milhão e 300 mil pessoas. Tal feito refletiu o maior crescimento no número de passageiros dentre os aeroportos da região Nordeste e um dos maiores de todo o território brasileiro.

### Concessão à iniciativa privada
Em 15 de março de 2019, durante disputado leilão realizado na sede da B3, a empresa espanhola Aena Internacional ofertou 1,9 bilhão de reais para obter a administração do Aeroporto Internacional de Aracaju, junto a outros cinco aeroportos que compunham o Bloco Nordeste na quinta rodada de privatizações, sendo eles, Recife, João Pessoa, Maceió, Campina Grande e Juazeiro do Norte. Segundo o edital, a empresa vencedora deve administrar o aeroporto por um período de 30 anos.

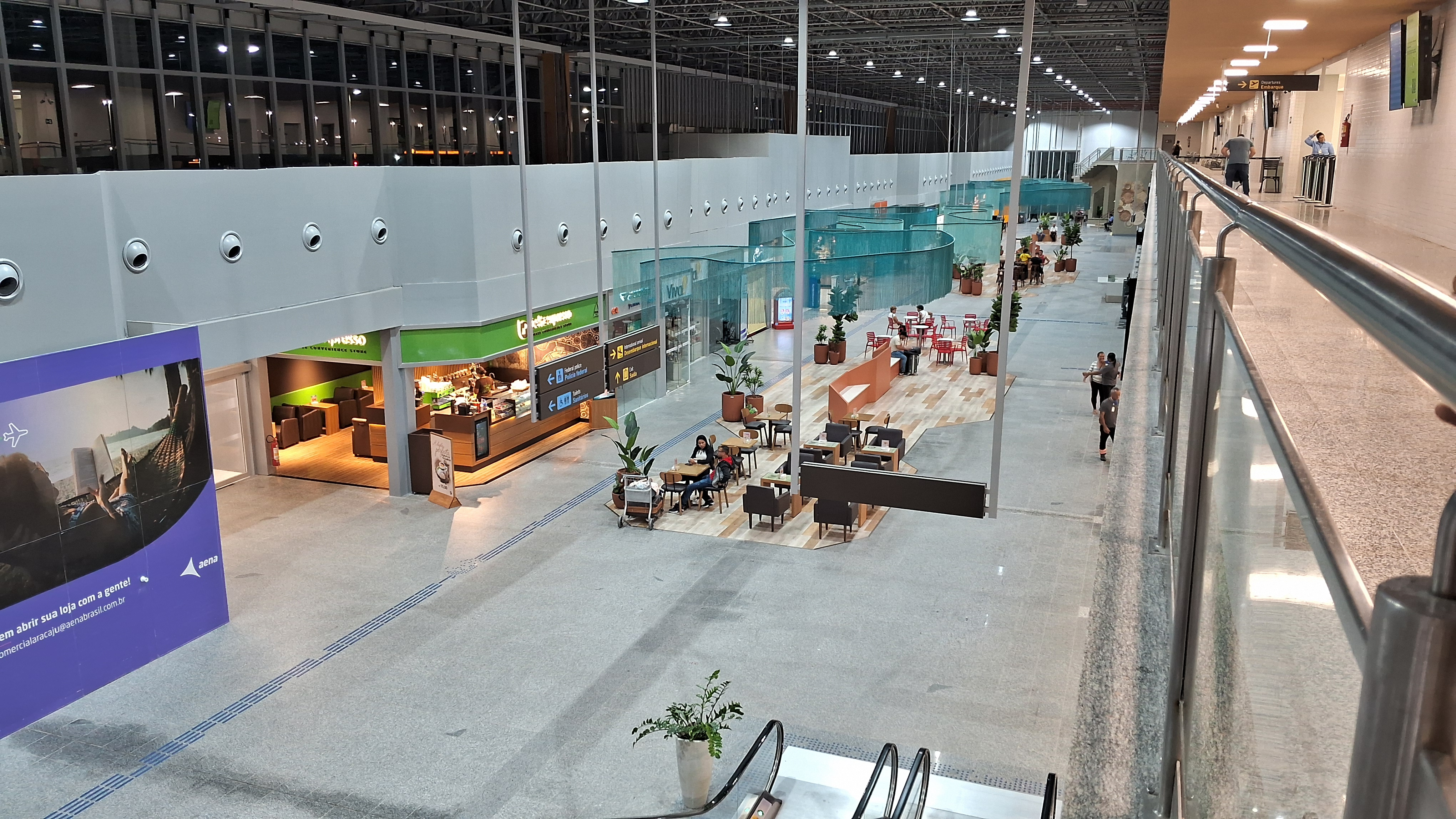
Saguão em 2025 (Visto a partir do segundo piso)

No dia 20 de fevereiro de 2020, a Aena Internacional assumiu definitivamente as operações do aeroporto por um período de 30 anos, com direito a banho de batismo em um dos voos da LATAM Brasil.

### Reforma
A reforma foi um conjunto de obras de modernização e ampliação do principal terminal aéreo de Sergipe, localizado na capital Aracaju. As obras tiveram início em 2022 e foram conduzidas pela concessionária Aena Brasil, subsidiária da empresa espanhola Aena Internacional, que assumiu a gestão do aeroporto em fevereiro de 2020. Após a concessão para a iniciativa privada, a Aena Brasil iniciou um projeto de modernização com o objetivo de adequar o aeroporto aos padrões internacionais de conforto, segurança e tecnologia. A reforma integrou o pacote de investimentos previsto no contrato de concessão firmado com o governo federal.

#### Intervenções
As principais intervenções incluíram:
- Climatização completa de todo o terminal de passageiros;
- Instalação de isolamento acústico;
- Ampliação da área internacional;
- Instalação de dois fingers (pontes de embarque);
- Modernização do saguão de embarque e desembarque;
- Criação de um novo canal de inspeção de segurança;
- Implementação de tecnologias para agilizar o fluxo de passageiros.

#### Inauguração
A entrega das obras foi realizada no dia 7 de junho de 2024, em cerimônia oficial que contou com a presença de autoridades como o governador de Sergipe, Fábio Mitidieri, o ministro de Portos e Aeroportos, Silvio Costa Filho, e o diretor-presidente da Aena Brasil, Santiago Yus.

#### Impacto
A reforma ampliou significativamente a capacidade operacional do aeroporto, elevando o nível de conforto dos usuários e reforçando a infraestrutura turística e econômica do estado de Sergipe. Com as melhorias, o aeroporto passou a oferecer melhores condições para o crescimento do tráfego aéreo regional e nacional.

## Localização
O aeroporto está localizado na zona de expansão de Aracaju, muito próximo das principais praias que abrangem a cidade. Situa-se a apenas 3,5 km do importante marco dos Arcos da Orla de Aracaju onde se encontram os principais áreas de lazer, hotéis e restaurantes da cidade, a 12 km do centro comercial da capital e a 18 km de Barra dos Coqueiros, o qual serve de principal via de escoamento de Sergipe.
Atende às demandas diretas da Região Metropolitana de Aracaju que possui por volta de 1 milhão de potenciais consumidores e serve como base aeroviária maior para todo o estado de Sergipe, que é caracterizado populacionalmente por 2 milhões de consumidores. Com a facilitação do acesso viário pela recuperação da BR-235 em nível de via expressa, projeta-se agregar o potencial de mais de 700 mil consumidores presentes na região do polo de Juazeiro-Petrolina, totalizando-se uma acessibilidade à experiência aérea internacional a aproximadamente três milhões de novos consumidores.
- Distância do centro: 12 km
- Distância dos Arcos da Orla de Aracaju: 3,5 km

## Integração multimodal de deslocamento urbano - IMDU
Visto a sua proximidade das principais localidades e pontos turísticos da cidade, segue em pleno andamento o projeto de infraestrutura para a associação e dinamização da região do Aeroporto ao acesso às demais regiões da cidade. Tal facilitação ocorre com as mais variadas formas modais: pela instalação de pontos de acesso a bicicletas compartilhadas, incremento de itinerário de ônibus públicos, facilitação de aproveitamento da linha por transportes particulares e melhoria do condução viária pela região.

### Bicicletas
Desde o desembarque na cidade, o viajante pode obter a experiência que oferece a Capital da Qualidade de Vida. Isso porque encontra disponível já na região do aeroporto o inovador sistema de deslocamento urbano chamado de Caju Bike. Trata-se de plataformas com bicicletas espalhadas no decorrer da cidade, onde se pode utilizá-las para prática de atividade física mas também como meio de transporte limpo e eficiente. Neste último caso, propicia importante integração entre o aeroporto e os principais terminais de ônibus, nas imediações das principais faculdades e áreas de lazer da cidade.
Além disso, o aeroporto oferece a facilidade de um bicicletário particular e um sistema de armários compartilhados (lockers) condizente com o custo para mochileiros, os mundialmente conhecidos backpackers.

### Ônibus
Em 2011, foram lançadas novas linhas de ônibus facilitando, desse modo, o acesso à região do aeroporto de Aracaju. Segundo a diretora de Transporte Público da Superintendência Municipal de Transporte e Trânsito (SMTT), Shirley Barbosa Martins, "novas linhas atenderão a demanda de passageiros da região do Aeroporto, que vem crescendo vertiginosamente nos últimos anos". Isso decorre também visto que o crescimento imobiliário está se dando de forma acelerada na região do seu entorno, aumentando assim concomitantemente a demanda geral de passageiros que utilizam o transporte público nessa localidade.
É importante frisar que Aracaju utiliza do Sistema Integrado de Transporte Urbano, ou seja, se pode circular por toda a cidade pagando uma única passagem, da origem ao destino, trocando se necessário, de ônibus nos terminais de integração. Dentre estes destacam-se: Terminal D.I.A., Terminal Zona Sul (Orla), Terminal Centro, Terminal Mercado, Terminal Zona Oeste, Terminal Maracaju, Terminal Campus UFS,  Terminal Luiz Garcia Sistema, Terminal Conj. Augusto Franco, Terminal Conj. Bugio e Terminal  Av. Rio Branco.

## Estatísticas

### Passageiros
| Ano  | Passageiros | Variação |
| ---- | ----------- | -------- |
| 2020 | 620.601     | -45,67%  |
| 2019 | 1.142.357   | -4,15%   |
| 2018 | 1.191.893   | -2,77%   |
| 2017 | 1.225.789   | 0,02%    |
| 2016 | 1.225.591   | -4,27%   |
| 2015 | 1.280.236   | -7,06%   |
| 2014 | 1.377.535   | 2,50%    |
| 2013 | 1.343.899   | -2,15%   |
| 2012 | 1.373.401   | 25,64%   |
| 2011 | 1.093.143   | 16,24%   |
| 2010 | 940.389     | 29,23%   |
| 2009 | 727.679     | 8,64%    |
| 2008 | 669.777     | -3,16%   |
| 2007 | 691.640     | -        |

### Números do atual terminal
Sítio aeroportuário
- Área: 5.925.502,59 m²

Pátio das aeronaves
- Área:  22.356 m²

Terminal de passageiros
- Área: 10.600 m²

Estacionamento
- Capacidade: 201 vagas

Estacionamento de aeronaves
- Número de posições: 6 posições para aeronaves de categoria M (média), como por exemplo B738 (GOL), A320, A321 (LATAM) e E195, ATR-72 (AZUL).
- Ilhas de Helicóptero: O aeroporto possuía 4 posições circulares, chamadas de ilhas, que serviam para estacionamento de helicópteros. Com a obra para construção de taxiway paralela à pista essas ilhas foram demolidas no final de 2014.
- Há também a área da aviação geral. O número de vagas varia em função do tamanho das aeronaves estacionadas.

Pista
- Dimensões: 2.200m x 45m   Houve uma obra de ampliação para 2.785m, mas a obra está parada e a expansão ainda não está utilizável.
- Stopway: 60m, juntos, deixam com que a pista fique com 2.260 m
- Asfalto

### Números com o novo terminal
Capacidade de passageiros/ano
- 4.300.000

Pátio das aeronaves
- Área: 33.568 m²

Terminal de passageiros
- Área: 36.042 m²

Estacionamento de aeronaves
- Número de posições: 15
- Número de pontes de des/embarque: 6

Estacionamento de carros
- Capacidade: 1080 vagas

Área construída
- 69.610 m²

## Acidentes e incidentes
- 24 de junho de 2010: Um Boeing 737 da Gol Linhas Aéreas colidiu com um Airbus A319 da TAM Linhas Aéreas na pista de pouso do aeroporto, o avião da GOL bateu a asa direita na parte traseira do Airbus da TAM. Ninguém ficou ferido.[35]
- 19 de julho de 2012: Um Embraer 195 da Azul Linhas Aéreas cumprindo o voo AD4101 procedente de Campinas, com escala em Aracaju e destino final Maceió, teve um pequeno incêndio em uma das turbinas por conta de um vazamento de óleo no motor e o mesmo realizou um pouso em segurança no aeroporto de Maceió. Não houve feridos. Horas depois a aeronave retornou a Campinas.
- 14 de maio de 2014: Um Embraer 195 da Azul Linhas Aéreas, com 95 pessoas a bordo, que seguiam para Maceió, depois de acelerar totalmente os motores o comandante decidiu interromper a decolagem, desacelerando totalmente os motores. Tudo aconteceu devido um helicóptero que se se aproximava do aeroporto de Aracaju naquele momento, se houvesse a decolagem, o avião colidiria com o helicóptero 20 segundos após a decolagem segundo o comandante do voo. Ninguém ficou ferido. Horas depois a aeronave seguiu para Maceió.[36]
- 18 de janeiro de 2017: Um ATR 72-600 da Azul Linhas Aéreas que cumpria o voo AD6409 de Salvador para Aracaju fez um pouso de emergência no aeroporto de Aracaju, devido a problemas técnicos na aeronave, tudo ocorreu bem e a aeronave pousou em segurança. Ninguém ficou ferido.[37]
- 5 de novembro de 2020: Durante uma viagem para uma inauguração em Alagoas, o avião que levava o presidente Bolsonaro e comitiva para Paulo Afonso  teve que aterrissar no aeroporto de Aracaju por causa do mau tempo no destino.  Segundo o aeroporto de Paulo Afonso, não havia visibilidade para o pouso por volta de 8h30.  Enquanto aguardou a nova decolagem, que ocorreu às 10h15 em helicóptero da Força Aérea Brasileira (FAB), o presidente se reuniu com apoiadores na porta de uma lanchonete, ninguém ficou ferido.[38]